# Ivan II. od Briennea, grof Eua
Ivan II. od Briennea (Jean) (umro 11. srpnja 1302. u Kortrijku) bio je grof Eua od 1294. do svoje smrti. Njegov je otac bio Ivan I. od Briennea, a majka mu je bila Beatrica od Saint-Pola.
Oženio je Ivanu, koja je bila grofica Guînesa. Rodila mu je Rudolfa I. i Mariju.